# アナトテ

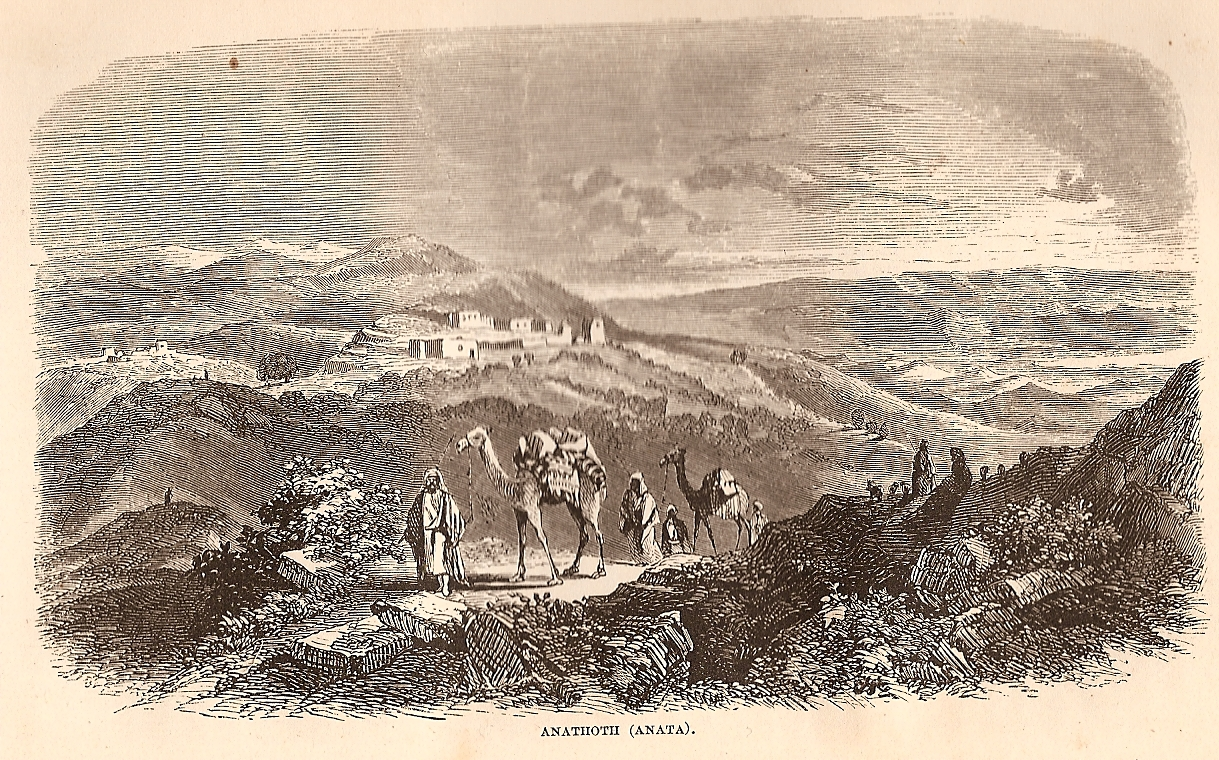
1859年の書籍に描かれたアナトテ。

アナトテ（ヘブライ語: עֲנָתוֹת、英: Anathoth）はベニヤミン族の相続地からレビ人の町とされた48の町の一つで預言者エレミヤの出身地として有名な町である。新共同訳聖書ではアナトトと表記する。アナトテの地名は、カナンの重要な女神アナトと関係して、イスラエル人のカナン侵略以前は、アナト礼拝の場所であったと考えられる。現在のエルサレム北東4kmのラス・エル・カルルベの遺跡であると言われる。

## エブヤタル
エリの末裔の最後の祭司であるエブヤタルは、アナトテの土地を所有していたので、ソロモンにより祭司を免職になった時にこの町に住んだ。

## エレミヤ
アナトテは預言者エレミヤの出身地として有名であり、エレミヤの活動においては重要な拠点であった。エレミヤの初期の伝道活動はアナトテでなされた。アナトテの住民は預言活動をしたエレミヤを迫害した。
新バビロニアの軍隊がエルサレムを攻撃する前に、エレミヤはいとこからアナトテの土地を購入した。このことにより後に起こるバビロン捕囚からの回復の希望を預言した。

## バビロン捕囚後
バビロン軍の攻撃によって略奪され破壊された。しかし、バビロン捕囚の後に、128人のアナトテの元住民が帰国し、ベニヤミン族が復興した。

## アナトテ出身者
- エレミヤ（預言者）
- エフー（ダビデの勇士）
- アビエゼル（ダビデの勇士）